# Rolf Milles
Rolf Axel Emil Milles, född 15 januari 1915 i Kungsholms församling i Stockholm, död 30 maj 2001 i Lidingö församling i Stockholms län, var en svensk ingenjör.
Rolf Milles var son till direktören Tage Milles och Thora Rutensköld. Fadern var bror till Ruth, Carl och Evert Milles. Efter civilingenjörsexamen 1938 vid Kungliga Tekniska Högskolan (KTH) i Stockholm anställdes han 1939 vid AB Hg Relay pat, blev därefter avdelningschef Svenska AB Philips varpå han kom till Elektronikbololagen AB. Han blev sedan verkställande direktör för firma Johan Lagercrantz innan han 1959 blev försäljningschef vid Ingenjörsaktiebolaget Elenik. Milles var styrelseledamot i Granit AB Kullgrens Enka. Han gav ut jubileumsskriften Lidingö Hemvärn 40 år (1981).
Milles är begravd på Djursholms begravningsplats. Han var från 1944 till sin död gift med hushållsläraren och journalisten Ulla Wernstedt (1914–2002), dotter till överste Ludvig Wernstedt och Lotty Lagercrantz. De fick barnen Pia (född 1949) och Arvid (född 1954).